# Bravo (Familienname)
Bravo ist ein Familienname aus dem spanischsprachigen Raum.

## Namensträger

### A
- Abraham Aguilera Bravo (1884–1933), chilenischer Ordenspriester, Bischof von San Carlos de Ancud
- Alberth Bravo (* 1987), venezolanischer Leichtathlet
- Alberto Bravo, chilenischer Fußballspieler
- Alejandra Bravo (* 1961), mexikanische Biologin
- Alex Bravo (Alexander Bravo; 1930–2020), US-amerikanischer American- und Canadian-Football-Spieler
- Alexander Bravo (Politiker, 1797) (auch Alexandre Bravo; 1797–1868), jamaikanischer Kaufmann, Plantagenbesitzer und Politiker
- Alexander Bravo (Politiker, 1829) (1829–1902), britischer Kolonialpolitiker
- Alfredo Bravo (Politiker) (1925–2003), argentinischer Politiker (Partido Socialista) und Gewerkschafter
- Alfredo Rogerio Pérez Bravo (* 1956), mexikanischer Diplomat
- Alfredo Quintana Bravo (1988–2021), kubanisch-portugiesischer Handballspieler
- Anna Bravo (1938–2019), italienische Historikerin, Feministin, Autorin und Hochschullehrerin
- Arturo Bravo (* 1958), mexikanischer Geher

### C
- Carme Bravo (1920–2007), katalanische klassische Pianistin und Musikpädagogin
- Carlos Bravo (Schauspieler) (Charly Bravo; 1943–2020), marokkanisch-spanischer Schauspieler
- Carlos Bravo (Fechter) (Carlos José Bravo López; * 1973), venezolanischer Fechter
- Carlos Bravo (Fußballspieler, Peru) (Carlos Bravo; * ?), peruanischer Fußballspieler
- Carlos Bravo (Fußballspieler, 1993) (Carlos Bravo Expósito; * 1993), spanischer Fußballspieler
- Cáterin Bravo (* 1975), chilenische Fechterin
- Charly Bravo (Schauspieler) (1943–2020), spanischer Schauspieler
- Christian Bravo (Fußballspieler, 1968) (Christian Antonio Bravo Franke, * 1968), chilenischer Fußballspieler
- Christian Bravo (Fußballspieler, 1993) (Christian Daniel Bravo Araneda, * 1993), chilenischer Fußballspieler
- Chuy Bravo (1956–2019), US-amerikanischer Schauspieler und Komiker
- Ciara Bravo (* 1997), US-amerikanische Schauspielerin, Synchronsprecherin und Sängerin
- Claudio Bravo (Maler) (1936–2011), chilenischer Maler
- Claudio Bravo (Fußballspieler, 1983) (* 1983), chilenischer Fußballspieler
- Claudio Bravo (Fußballspieler, 1997) (* 1997), argentinischer Fußballspieler

### D
- Daniel Bravo (* 1963), französischer Fußballspieler
- Dino Bravo (Adolfo Bresciano; 1948–1993), kanadischer Wrestler
- Duncan Bravo (* 1964), US-amerikanischer Schauspieler

### E
- Eddie Bravo (* 1970), amerikanischer Musiker, Kampfsportler und Autor
- Eduardo Arranz-Bravo (1941–2023), spanischer Maler und Bildhauer
- Elizabeth Bravo (* 1987), ecuadorianische Triathletin
- Émile Bravo (* 1964), französischer Comicautor und Illustrator
- Enrique Bravo (* 1955), kubanischer Turner

### F
- Federico Saturnino Bravo (1920–2010), argentinischer Politiker und Diplomat
- Francisco Bravo (1934–2002), ecuadorianischer Theologe und Philosophiehistoriker

### G
- Garikoitz Bravo (* 1989), spanischer Radrennfahrer
- Gonzalo Arturo Bravo Álvarez (* 1962), chilenischer Geistlicher, Bischof von San Felipe
- Gregorio López-Bravo (1923–1985), spanischer Politiker
- Guillermina Bravo (1920–2013), mexikanische Tänzerin und Choreografin
- Gustavo A. Bravo (* 1979), kolumbianischer Ornithologe

### H
- Helia Bravo Hollis (1905–2001), mexikanische Botanikerin
- Hugo Bravo (Fußballspieler, 1944) (1944–2020), chilenischer Fußballspieler
- Hugo Bravo (Fußballspieler, 1972) (* 1972), chilenischer Fußballspieler

### I
- Iker Bravo (* 2005), spanischer Fußballspieler
- Israel Bravo Cortés (* 1971), kolumbianischer Geistlicher, römisch-katholischer Bischof von Tibú

### J
- Janicza Bravo (* 1981), US-amerikanische Filmregisseurin, Filmproduzentin und Drehbuchautorin
- Johan Bravo (1796–1876), deutsch-dänischer Maler
- Jorge Bravo (* 1967), uruguayischer Radrennfahrer
- Jorge Salazar-Bravo (* 1964), bolivianisch-US-amerikanischer Mammaloge
- Juan Bravo (Leichtathlet), chilenischer Leichtathlet
- Juan Bravo (Eishockeyspieler) (Juan Bravo Bermejo; * 1991), spanischer Eishockeyspieler und -trainer
- Juan Bravo Murillo (1803–1873), spanischer Rechtswissenschaftler, Wirtschaftswissenschaftler und Politiker
- Juan Carlos Bravo Salazar (* 1967), venezolanischer Geistlicher, Bischof von Petare

### L
- Leopoldo Bravo (Politiker) (1919–2006), argentinischer Politiker
- Leopoldo Alfredo Bravo (1960–2010), argentinischer Diplomat
- Lucas Bravo (* 1988), französischer Schauspieler und Model
- Luigi Ferrari Bravo (1933–2016), italienischer Jurist und Richter
- Luis Bravo (Fußballspieler, 1927) (Luis Isidro Bravo; * 1927), argentinischer Fußballspieler
- Luis Bravo (Fußballspieler, 1978) (Carlos Luis Bravo; * 1978), venezolanischer Fußballspieler
- Luis Bravo (Dichter) (* 1957), uruguayischer Dichter, Essayist und Literaturkritiker
- Luis González Bravo (1811–1871), spanischer Journalist und Politiker

### M
- Manuel Bravo (Fußballspieler, 1897) (1897–1974), chilenischer Fußballspieler
- Manuel Bravo (Fußballspieler, 1993) (* 1993), chilenischer Fußballspieler
- Manuel Álvarez Bravo (1902–2002), mexikanischer Fotograf
- Manuela Bravo (* 1957), portugiesische Sängerin
- Marcello Bravo (* 1978), österreichischer Pornodarsteller, und -produzent
- Margarita Bravo Hollis (1911–2011), mexikanische Biologin und Hochschullehrerin
- María Sánchez Bravo (* 1969), spanische Handballspielerin
- Mario Bravo (Schriftsteller) (1882–1944), argentinischer Schriftsteller
- Mario Revollo Bravo (1919–1995), Erzbischof von Bogotá
- Martín Bravo (* 1986), argentinischer Fußballspieler
- Mateo Bravo (* 1949), mexikanischer Fußballspieler
- Melchor Bravo de Saravia (1512–1577), spanischer Anwalt und Politiker
- Miriam Bravo (* 1974), spanische Leichtathletin

### N
- Nicolás Bravo (1786–1854), mexikanischer Militär und Politiker

### O
- Omar Bravo (* 1980), mexikanischer Fußballspieler
- Osmar Bravo (* 1984), nicaraguanischer Boxer

### P
- Paul Bravo (* 1968), US-amerikanischer Fußballspieler und -trainer

### R
- Ramiro Bravo (* 1962), spanischer Fechter
- Ramón Bravo (1925–1998), mexikanischer Schwimmer
- Raúl Bravo (* 1981), spanischer Fußballspieler
- Rosa María Bravo (* 1976), spanische Radsportlerin
- Rose Marie Bravo (* 1951), US-amerikanische Managerin

### S
- Sara Bravo Baldomero (* 1993), spanische Handballspielerin
- Sergio Bravo (1927–1997), mexikanischer Fußballspieler
- Soledad Bravo (* 1943), spanisch-venezolanische Sängerin

### V
- Vinicio Bravo (* 1957), mexikanischer Fußballspieler

### W
- Wilmen Bravo Isaga (* 1981), venezolanischer Radrennfahrer